# O Homem do Ano
Pour plus de détails, voir Fiche technique et Distribution.
O Homem do Ano est un film brésilien réalisé par José Henrique Fonseca, sorti en 2003.

## Synopsis
Maiquel se teint les cheveux en blond après un pari de football perdu. Cet événement inhabituel fait qu'il invite sa coiffeuse, Cledir, dans un bar. Sur place, celle-ci est menacée par un criminel local nommé Suel.

## Fiche technique
- Titre : O Homem do Ano
- Réalisation : José Henrique Fonseca
- Scénario : Rubem Fonseca d'après le roman O Matador de Patrícia Melo
- Musique : Dado Villa-Lobos
- Photographie : Breno Silveira
- Montage : Sérgio Mekler
- Production : José Henrique Fonseca, Leonardo Monteiro de Barros et Flávio Ramos Tambellini
- Société de production : Conspiração Filmes, Warner Bros., Estúdios Mega, MegaColor et Quanta Centro de Produções Cinematográficas
- Pays de production :  Brésil
- Genre : Action, drame et film de gangsters
- Durée : 105 minutes
- Date de sortie : 
  - Brésil : 1er août 2003

## Distribution
- Murilo Benício : Máiquel
- Cláudia Abreu : Cledir
- Natália Lage : Érica
- Jorge Dória : Dr. Carvalho
- André Gonçalves : Galego
- Lázaro Ramos : Marcão
- Perfeito Fortuna : Robinson
- Paulinho Moska : Enoque
- Wagner Moura : Suel
- André Barros : Marlênio
- Carlo Mossy : le délégué Santana
- Mariana Ximenes : Gabriela
- Amir Haddad : Gonzaga
- José Wilker : Sílvio
- Agildo Ribeiro : Zilmar
- Paulo César Peréio : Seu Humberto
- Marcelo Biju : Neno
- José Henrique Fonseca : Caju
- Nill Marcondes : Ezequiel
- Vick Militello : Tia Laura
- Xando Graça : le conseiller Pimenta
- Marcelo Portinari : Conan
- Romeu Evaristo : Pedrão
- Mr. Catra : Verli
- Guilherme Estevam : Pereba
- Lúcio Andrey : oncle Galinha
- Orã Figueiredo : Átila
- Maurício Gonçalves : le détective Max
- Marilu Bueno : la mère de Cledir
- Guil Silveira : le pharmacien
- Perigoso : l'ami de Caju
- Vitor Igreja Maclaren : Samanta

## Distinctions
Le film a été présenté en sélection officielle lors de la Berlinale 2003 dans la section Panorama.